# Osthimosia claviformis
Osthimosia claviformis är en mossdjursart som beskrevs av Hayward 1993. Osthimosia claviformis ingår i släktet Osthimosia och familjen Celleporidae. Inga underarter finns listade i Catalogue of Life.